# Антонов, Михаил Иванович
Михаил Иванович Антонов (25 октября 1907 — 9 сентября 1970) — советский военачальник, контр-адмирал, участник Великой Отечественной и советско-японской войн.

## Биография
Родился 25 октября 1907 года в посёлке Сормово (ныне — в черте города Нижнего Новгорода). В 1927 году был призван на службу в Военно-морской флот СССР. В 1931 году окончил Высшее военно-морское училище имени М. В. Фрунзе, после чего служил на различных кораблях Балтийского флота. С апреля 1935 года командовал миноносцем «Сунь Ятсен» 2-го дивизиона миноносцев Амурской Краснознамённой флотилии.
В августе 1938 года арестован органами НКВД СССР, однако в июне 1939 года дело в отношении него было прекращено, и Антонов был восстановлен в кадрах Военно-морского флота СССР. С октября 1939 года командовал эсминцем «Бесшумный», а с сентября 1940 года — эсминцем «Свободный» на Черноморском флоте. Учился на командном факультете Военно-морской академии имени К. Е. Ворошилова, однако успел окончить лишь первый курс.
В июле 1941 года был назначен командиром канонерской лодки «Селемджа» Ладожской военной флотилии. Судно перевозило войска, топливо, технику и продовольствие через Ладожское озеро.
В ночь с 16 на 17 сентября 1941 года не сумел принять все должные меры к спасению людей с затонувшей баржи № 752, за что Военный трибунал Балтийского флота приговорил его к 1 году лишения свободы условно. Позднее судимость с него была снята.
С сентября 1942 года возглавлял организационно-строевой отдел Ладожской военной флотилии. Впоследствии занимал должности старшего инспектора, начальника отдела Управления боевой подготовки Военно-морского флота. В этом качестве курировал подготовку речных и озёрных флотилий. Участвовал также в советско-японской войне. После её окончания продолжал службу в Военно-морском флоте СССР. В течение четырёх лет служил в Управлении боевой подготовки Военно-морских сил. Окончил академические курсы офицерского состава при Военно-морской академии имени К. Е. Ворошилова. В 1949—1952 годах преподавал на кафедре в Высшей военной академии имени К. Е. Ворошилова. 
В 1952—1955 годах командовал Потийской военно-морской базой Черноморского флота. В 1956—1966 годах возглавлял Управление кадров Военно-морского флота СССР. С сентября 1966 года по март 1968 года занимал должность помощника начальника военно-морских учебных заведений по подготовке иностранных военнослужащих. В сентябре 1968 года вышел в отставку. Умер 9 сентября 1970 года, похоронен на Преображенском кладбище Москвы.